# 63-тя кавалерійська дивізія (СРСР)
63-я кавалері́йська Ко́рсунська Червонопра́порна диві́зія — кавалерійська дивізія РСЧА часів Німецько-радянської війни.

## Історія
Дивізія сформована у серпні 1941 року в Середньоазіатському військовому окрузі, у місті Ленінабад. До складу дивізії увійшли 214-й, 220-й, 223-й кавалерійські полки.
Влітку 1942 року дивізія у складі військ Закавказького фронту бере участь в оборонних боях на лінії Зугдіді — Местіа — Ханши-Лахамулі (Верхня Сванетія). Тут дивізія перебуває до вересня 1942 року.
У середині вересня дивізія виводиться зі складу 46-ї армії й передислокується на туапсинський напрямок.
19 листопада 1942 року наказом Ставки ВГК утворено 5-й гвардійський кавалерійський корпус, до складу якого увійшла й 63-я кавалерійська дивізія.
У складі корпусу дивізія брала участь у битві за Кавказ, Ростовській, Донбаській, Мелітопольській, Корсунь-Шевченківській, Умансько-Ботошанській, Яссько-Кишинівській, Дебреценській, Будапештській та Віденьській наступальних операціях.
Влітку 1945 року 63-я кавалерійська дивізія направлена до міста Осиповичі, де була переформована в 12-у механізовану дивізію Мінського військового округу.

## Бойовий склад
- 214-й кавалерійський ордена Богдана Хмельницького полк;
- 220-й кавалерійський Дебреценський полк;
- 223-й кавалерійський ордена Богдана Хмельницького полк;
- 1684-й артилерійсько-мінометний Дебреценський полк;
- 68-й танковий ордена Богдана Хмельницького полк;
- 502-й зенітний артилерійський дивізіон;
- 12-й окремий саперний ескадрон;
- 47-й окремий ескадрон зв'язку;
- 63-й окремий ескадрон хімічного захисту;
- 46-й санітарний ескадрон.

## Командування

### Командир дивізії
- Білошниченко Кузьма Романович — комбриг, генерал-майор (з 27.01.1943) — з 22.08.1941 по 07.07.1944;
- Крутовських Павло Михайлович — генерал-майор — з 08.07.1944 по 09.05.1945.

### Військовий комісар
- Ставчанський Захарій Юлійович — підполковник — з 08.1942 по 1943;

### Начальник штабу
- Даниленко Симон Романович — підполковник, полковник

## Нагороди і почесні найменування
- Корсунська — за відзнаку під час завершення Корсунь-Шевченківської операції.
- Орден Червоного Прапора

## Відомі воїни

### Герої Радянського Союзу
1. Коротков Іван Никонович — молодший сержант, командир відділення 223-го кавалерійського полку (Указ Президії ВР СРСР від 13.09.1944).
2. Рогов Михайло Софронович — старшина 3-го ескадрону 223-го кавалерійського полку (Указ Президії ВР СРСР від 24.03.1945).

### Повні кавалери ордена Слави
1. Іваньков Олександр Петрович — молодший сержант, командир гармати 223-го кавалерійського полку.
2. Калмиков Іван Іванович — рядовий, розвідник 223-го кавалерійського полку.
3. Матущенко Семен Юхимович — червоноармієць, номер обслуги 76-мм гармати 223-го кавалерійського полку.

## Штрафний полк
23 жовтня 1944 року 214-й кавалерійський ордена Богдана Хмельницького полк розпочав наступ на населений пункт Надькалло (Угорщина). Одночасно сусідній 42-й гвардійський кавалерійський полк 10-ї гвардійської кавалерійської дивізії отримав нове бойове завдання й, не попередивши командира 214-го кавполку, залишив свою ділянку фронту. оголивши фланг 214-го полку. Внаслідок контратаки німецької мотопіхоти і танків 214-й кавалерійський полк потрапив у оточення. 26 жовтня було втрачено Бойовий Прапор полку. 28 жовтня полк з боями вийшов з оточення, але пошуки Бойового Прапора полку виявились безрезультатними.
23 листопада 1944 року видано наказ наркома оборони СРСР № 0380, яким 214-й кавалерійський полк у повному складі переводився у разряд штрафних. Командири 214-го кавполку підполковник Данилевич та 42-го гвардійського кавполку полковник Чеглаков були понижені у званні до майора.
У подальшому особовий склад полку виявив мужність і самопожертву у боях. За клопотанням Військової ради 3-го Українського фронту 214-у кавалерійському полку було повернуто попередній статус і вручено новий Бойовий Прапор.